# Clannad (együttes)
A Clannad egy ír együttes, amely az 1970-es években vált népszerűvé. Gweedore-ban alakultak. Zenei stílusukat tekintve folk, folk-rock és New Age keveredik a dalaikban. A világhírnevet a Theme from Harry's Game című szám hozta meg számukra 1982-ben.
A Brennan testvérek húga Enya, rövid ideig ő is a Clannad tagja volt, itt kezdte zenei pályafutását.

## Tagok
- Ciarán Brennan (Ciarán Ó Braonáin) - nagybőgő, basszusgitár, gitár, mandolin, billentyűs hangszerek, ének
- Noel Duggan (Noel Ó Dúgáin) - gitár, vokál
- Pól Brennan (Pól Ó Braonáin) - fuvola, furulya, gitár, billentyűs hangszerek, ének
- Moya Brennan (Máire Ni Bhraonáin) - ének, hárfa, billentyűs hangszerek
- Pádraig Duggan (Pádraig Ó Dúgáin) - mandolin, akusztikus gitár, vokál

## Diszkográfia
Albumok
- 1973 – Clannad (The Pretty Maid)
- 1975 – Clannad 2
- 1976 – Dúlamán
- 1979 – Clannad in Concert
- 1980 – Crann Úll
- 1982 – Fuaim
- 1983 – Magical Ring
- 1984 – Legend (a Robin of Sherwood filmzenéje)
- 1985 – Macalla
- 1987 – Sirius
- 1988 – Atlantic Realm (filmzene)
- 1989 – Past Present (válogatás)
- 1990 – The Collection (válogatás)
- 1989 – The Angel and the Soldier Boy (filmzene)
- 1990 – Anam (US: 1992)
- 1993 – Banba (Az utolsó mohikán címdalával)
- 1994 – Themes
- 1996 – Lore
- 1996 – Rogha: The Best Of Clannad
- 1997 – Landmarks
- 1998 – An Díolaim (korai felvételeik gyűjteménye)
- 2003 – The Best Of: In A Lifetime
- 2005 – Clannad: Live In Concert, 1996
- 2012 – Clannad: Christ Church Cathedral
- 2013 – Nádúr
- 2018 – Turas 1980